# Kabilash
Kabilash – gaun wikas samiti we wschodniej części Nepalu w strefie Sagarmatha w dystrykcie Saptari. Według nepalskiego spisu powszechnego z 2001 roku liczył on 667 gospodarstw domowych i 3824 mieszkańców (1902 kobiet i 1922 mężczyzn).